# آندریا ویگنالی
آندریا ویگنالی (انگلیسی: Andrea Vignali؛ زادهٔ ۱۳ ژوئن ۱۹۹۱) بازیکن فوتبال اهل ایتالیا است.
از باشگاه‌هایی که در آن بازی کرده‌است می‌توان به باشگاه فوتبال پارما، باشگاه فوتبال اینتر میلان، باشگاه فوتبال اسپتزیا، و باشگاه فوتبال ساسولو اشاره کرد.